# 斎藤晋一
斉藤 晋一（さいとう しんいち、1912年8月24日 - 1985年10月6日）は、日本の経営者。新潟県栃尾市出身。

## 経歴
1936年に東京商科大学を卒業し、同年に住友電気工業に入社。1962年11月に取締役に就任し、1964年に常務、1969年5月に専務を経て、1971年5月に副社長に就任。1974年8月に住友ゴム工業社長に就任し、1980年3月に会長に就任。
1978年5月に藍綬褒章を受章。
1985年10月6日肝不全のために死去。73歳没。